# Хайбэй-Тибетский автономный округ
Хайбэй-Тибетский автономный округ (кит. упр. 海北藏族自治州, пиньинь Hǎiběi Zàngzú Zìzhìzhōu, тиб. མཚོ་བྱང་བོད་རིགས་རང་སྐྱོང་ཁུལ་, Вайли: Cojang Poirig Ranggyong Kü, тиб. пиньинь: mtsho-byang bod-rigs rang-skyong-khul) — автономный округ в провинции Цинхай, Китай. Площадь — 39,4 тыс. км². Власти автономного округа размещаются в уезде Хайянь. Название «Хайбэй» означает «к северу от озера Кукунор».

## История
В древности эти земли были населены цянами. В 4 году, во времена диктатуры Ван Мана, был образован округ Сихай (西海郡), в который вошли земли современных уездов Хайянь и Гангца, но после смуты, последовавшей за свержением Ван Мана, структуры округа были расформированы.
При империи Восточная Хань в 102 году округ Сихай был создан вновь. При империи Цзинь был создан округ Сипин (西平郡), который в последовавшую затем эпоху 16 царств оказывался в составе государств Западная Цинь, Северная Лян, Южная Лян.
При империи Суй в 609 году был вновь создан округ Сихай, управляемый теперь из Фусычэна, в который вошли земли современных уездов Хайянь и Гангца. При империи Тан в 631 году был создан уезд Мичуань (米川县), в состав которого вошли земли современного Мэньюань-Хуэйского автономного уезда. Затем эти земли стали одни из театров боевых действий танско-тибетских войн. После падения империи Тан эти земли были захвачены тибетцами, а в XIII веке их захватили монголы. При монгольской империи Юань из Средней Азии в Цинхай стали постепенно прибывать мусульмане.
При империи Мин в 1378 году были учреждены Аньдинский (安定卫) и Ажуйский (阿瑞卫) караулы. В начале XVI века сюда вторглись монголы, впоследствии принявшие сторону империи Цин. Тогда же здесь были основаны укреплённые городки Датун, Байта и Юнъань.
При империи Цин в 1744 году главным городом размещённого здесь караула стал Байта. В 1761 году структуры караула были преобразованы в уездное управление.
Во времена Китайской республики после создания в 1929 году провинции Цинхай были образованы уезд Вэйюань (亹源县), предуезд Цилянь (祁连设治局) и предуезд Хайянь (海晏设治局), подчинённые напрямую властям провинции; на территории к северу от хребта Дабаньшань был создан уезд Мэньюань (门源县).
После образования КНР в 1950 году были созданы уезд Хайянь и автономный район Цилянь (祁连自治区).
31 декабря 1953 года был образован Хайбэй-Тибетский автономный район (海北藏族自治区), в который вошли Вэйюань-Хуэйский автономный район (亹源回族自治区), уезд Цилянь (созданный из автономного района Цилянь), уезды Гангца и Хайянь; власти района разместились в Вэйюань-Хуэйском автономном районе. В 1955 году Хайбэй-Тибетский автономный район был переименован в Хайбэй-Тибетский автономный округ, а Вэйюань-Хуэйский автономный район — в Мэньюань-Хуэйский автономный уезд.
В июле 1993 года власти автономного округа переехали в посёлок Сихай (西海镇) уезда Хайянь.

## Административно-территориальное деление
Хайбэй-Тибетский автономный округ делится на 3 уезда и 1 автономный уезд:
| Карта | Карта                             | Карта                             | Карта          | Карта                   | Карта                  | Карта                                 | Карта                          | Карта         | Карта            |
| ----- | --------------------------------- | --------------------------------- | -------------- | ----------------------- | ---------------------- | ------------------------------------- | ------------------------------ | ------------- | ---------------- |
|       |                                   |                                   |                |                         |                        |                                       |                                |               |                  |
| №     | Статус                            | Название                          | Иероглифы      | Пиньинь                 | Тибетский язык         | Вайли                                 | Тибетский пиньинь              | Площадь (км²) | Население (2010) |
| 1     | Уезд                              | Хайянь                            | 海晏县         | Hǎiyàn xiàn             | ཧའེ་ཡན་རྫོང་              | ha’e yan rdzong                       | Ha'êyan Zong                   | 4853          | 40 000           |
| 2     | Уезд                              | Цилянь                            | 祁连县         | Qílián xiàn             | ཆི་ལེན་རྫོང་               | chi len rdzong                        | Qilên Zong                     | 15610         | 50 000           |
| 3     | Уезд                              | Гангца                            | 刚察县         | Gāngchá xiàn            | རྐང་ཚ་རྫོང་               | rkang tsha rdzong                     | Gangca Zong                    | 12500         | 40 000           |
| 4     | Мэньюань-Хуэйский автономный уезд | Мэньюань-Хуэйский автономный уезд | 门源回族自治县 | Ményuán Huízú zìzhìxiàn | མོང་ཡོན་ཧུའེ་རིགས་རང་སྐྱོང་རྫོང་ | mong yon hu’e rigs rang skyong rdzong | Mongyoin Hu'êrig Ranggyong Zon | 6896          | 160 000          |

## Население
Согласно переписи населения 2000 года, в округе проживает 258,9 тыс. чел.
Национальный состав (2000)
| Народ   | Численность | Доля    |
| ------- | ----------- | ------- |
| Китайцы | 94 841      | 36,63 % |
| Хуэйцзу | 79 190      | 30,58 % |
| Тибетцы | 62 520      | 24,15 % |
| Монголы | 13 087      | 5,05 %  |
| Ту      | 7.806       | 3,01 %  |